# Тасикмалая
Тасикмалая (на индонезийски: Tasikmalaya) е град в Индонезия. Населението му е 635 464 жители (2010 г.). Има площ от 471,62 кв. км. Телефонният му код е 0265. Намира се в часова зона UTC+7 на 351 м н.в. в планински район. На 24 км от града се намира активен вулкан от който града пострадва при неговото изригване през 1982 г. В градът има разположени много ислямски религиозни училища.